# Semiothisa subterminata
Semiothisa subterminata är en fjärilsart som beskrevs av Barnes och Mcdunnough 1913. Semiothisa subterminata ingår i släktet Semiothisa och familjen mätare. Inga underarter finns listade i Catalogue of Life.